# Pronville
Pronville és un municipi francès situat al departament del Pas de Calais i a la regió dels Alts de França. L'any 2007 tenia 312 habitants.

## Demografia

### Població
El 2007 la població de fet de Pronville era de 312 persones. Hi havia 112 famílies de les quals 20 eren unipersonals (8 homes vivint sols i 12 dones vivint soles), 36 parelles sense fills, 40 parelles amb fills i 16 famílies monoparentals amb fills.
La població ha evolucionat segons el següent gràfic:
Habitants censats

### Habitatges
El 2007 hi havia 133 habitatges, 119 eren l'habitatge principal de la família, 3 eren segones residències i 11 estaven desocupats. 132 eren cases i 1 era un apartament. Dels 119 habitatges principals, 92 estaven ocupats pels seus propietaris, 23 estaven llogats i ocupats pels llogaters i 4 estaven cedits a títol gratuït; 2 tenien dues cambres, 11 en tenien tres, 33 en tenien quatre i 73 en tenien cinc o més. 88 habitatges disposaven pel capbaix d'una plaça de pàrquing. A 45 habitatges hi havia un automòbil i a 60 n'hi havia dos o més.

### Piràmide de població
La piràmide de població per edats i sexe el 2009 era:
| Homes | Edats   | Dones |
| ----- | ------- | ----- |
| 0     | 95 o +  | 0     |
| 0     | 90 a 94 | 0     |
| 0     | 85 a 89 | 12    |
| 0     | 80 a 84 | 0     |
| 4     | 75 a 79 | 12    |
| 12    | 70 a 74 | 0     |
| 4     | 65 a 69 | 16    |
| 4     | 60 a 64 | 12    |
| 0     | 55 a 59 | 0     |
| 16    | 50 a 54 | 4     |
| 4     | 45 a 49 | 4     |
| 8     | 40 a 44 | 0     |
| 28    | 35 a 39 | 4     |
| 16    | 30 a 34 | 20    |
| 8     | 25 a 29 | 12    |
| 4     | 20 a 24 | 4     |
| 4     | 15 a 19 | 8     |
| 0     | 10 a 14 | 8     |
| 8     | 5 a 9   | 4     |
| 16    | 0 a 4   | 4     |

## Economia
El 2007 la població en edat de treballar era de 196 persones, 147 eren actives i 49 eren inactives. De les 147 persones actives 132 estaven ocupades (74 homes i 58 dones) i 15 estaven aturades (5 homes i 10 dones). De les 49 persones inactives 17 estaven jubilades, 16 estaven estudiant i 16 estaven classificades com a «altres inactius».

### Ingressos
El 2009 a Pronville hi havia 120 unitats fiscals que integraven 300,5 persones, la mediana anual d'ingressos fiscals per persona era de 15.720 €.

### Activitats econòmiques
Dels 4 establiments que hi havia el 2007, 1 era d'una empresa de fabricació d'altres productes industrials, 1 d'una empresa de construcció, 1 d'una empresa de comerç i reparació d'automòbils i 1 d'una empresa classificada com a «altres activitats de serveis».
Dels 2 establiments de servei als particulars que hi havia el 2009, 1 era un taller de reparació d'automòbils i de material agrícola i 1 electricista.
L'únic establiment comercial que hi havia el 2009 era una botiga de roba.
L'any 2000 a Pronville hi havia 13 explotacions agrícoles.

## Poblacions més properes
El següent diagrama mostra les poblacions més properes.